# Lázeňský hotel (Lázně Bělohrad)
Lázeňský hotel je historická novorenesanční budova z let 1893–94 na náměstí K. V. Raise v Lázních Bělohrad, která byla postavena s cílem reprezentovat lázně i město. Budovu nechala postavit Občanská záložna.
Budovu navrhl architekt Jan Vejrych, původem z Horní Branné na Semilsku, který stál za celou řadou historizujících, zejména novorenesančních staveb v Čechách, např. budovou chrudimského muzea, městské spořitelny v Jilemnici, přestavbou zámku ve Zruči nad Sázavou či za stavbou Národního domu ve slovinském Mariboru.

## Historie
Slavnostní projev při otevření dne 6. června 1894 pronesl místní rodák, spisovatel Karel Václav Rais. Většinu budovy zabral hlavní společenský (divadelní) sál, restaurace a hostinské pokoje. Severní část budovy byla vyhrazena pro záložnu, ochotníky a obec, která tam nastěhovala úředníky, čímž budova sloužila jako radnice. Občanská záložna přistavěla knihovnu a maštale upravila na garáže. V roce 1929 si nedaleko hotelu postavila novou budovu. Radnice se z budovy vystěhovala za Protektorátu Čechy a Morava.
Po druhé světové válce získala budovu nejprve obec (resp. národní výbor), později přešel pod Restaurace a Jídelny, v 70. letech 20. století budovu převzal státní podnik ČSAD Hradec Králové, který celou stavbu včetně fasád zrekonstruoval a vybudoval zde rekreační středisko.
Tato stavba měla reprezentovat město i lázně a sloužila i jako radnice. Významný je zejména velký sál s nástěnnými podobiznami českých králů a knížat. Vnitřní malířská i vnější sgrafitová výzdoba byla obnovena v letech 1975–79, když malby restauroval František Koubek.
V roce 2009 budovu koupil od ČSAD Semily podnikatel Pavel Groh. Pokusy budovu prodat skončily neúspěšně. V roce 2017 nabídl vlastník městu někdejší hotel za 36 milionů Kč, radnicí vypracovaný znalecký posudek ale cenu stanovil jen na 15 milionů Kč.